# Solange II
Im Solange-II-Beschluss (Beschluss vom 22. Oktober 1986, Az.: 2 BvR 197/83) revidierte das Bundesverfassungsgericht seine Rechtsprechung zur Prüfung der Vereinbarkeit von Rechtsakten der Europäischen Gemeinschaften mit deutschem Verfassungsrecht. Abweichend von der so genannten „Solange-I-Entscheidung“ von 1974 stellte das BVerfG nun fest, dass der Rechtsschutz durch die Organe der Europäischen Gemeinschaften, insbesondere durch den  Europäischen Gerichtshof (EuGH) den Maßstäben der deutschen Grundrechte genüge, so dass das BVerfG im Regelfall keine eigene Prüfung durchführen müsse. Dies hatte weitgehende Auswirkungen auf die Zulässigkeit von Verfassungsbeschwerden.

## Der Beschluss
Die entscheidende Passage im Solange-II-Beschluss lautete:

„Solange die Europäischen Gemeinschaften, insbesondere die Rechtsprechung des Gerichtshofs der Gemeinschaften einen wirksamen Schutz der Grundrechte gegenüber der Hoheitsgewalt der Gemeinschaften generell gewährleisten, der dem vom Grundgesetz als unabdingbar gebotenen Grundrechtsschutz im wesentlichen gleichzuachten ist, zumal den Wesensgehalt der Grundrechte generell verbürgt, wird das Bundesverfassungsgericht seine Gerichtsbarkeit über die Anwendbarkeit von abgeleitetem Gemeinschaftsrecht, das als Rechtsgrundlage für ein Verhalten deutscher Gerichte und Behörden im Hoheitsbereich der Bundesrepublik Deutschland in Anspruch genommen wird, nicht mehr ausüben und dieses Recht mithin nicht mehr am Maßstab der Grundrechte des Grundgesetzes überprüfen; entsprechende Vorlagen nach Art. 100 Abs. 1 GG sind somit unzulässig.“

Damit hat das BVerfG einen ausreichenden Grundrechtsschutz auf Gemeinschaftsebene durch den EuGH anerkannt. Seit dem Maastricht-Urteil (BVerfGE 89, 155) wird die Aufgabenverteilung zwischen BVerfG und EuGH als Kooperationsverhältnis bezeichnet. Das heißt, nunmehr… 

„übt das Bundesverfassungsgericht seine Rechtsprechung über die Anwendbarkeit von abgeleitetem Gemeinschaftsrecht in Deutschland in einem 'Kooperationsverhältnis' zum Europäischen Gerichtshof aus.“

## Die Grenzen
Zu beachten bleibt aber der im Beschluss gemachte Vorbehalt: Das BVerfG verzichtet auf die Ausübung seiner Rechtsprechung nur insoweit und nur solange, wie auf Gemeinschaftsebene ein ausreichender Grundrechtsschutz durch den EuGH generell gewährleistet ist und dieser Schutz den Wesensgehalt der Grundrechte und damit den vom GG gebotenen Mindeststandard generell verbürgt.

## Andere verfassungsrechtliche Kontrollen
Seit das Bundesverfassungsgericht in Solange II die Grundrechtskontrolle von Unionsrechtsakten vorbehaltlich umwälzender Veränderungen ausgesetzt hat, hat es zwei weitere Formen der Kontrolle von Unionsakten am Grundgesetz aufgestellt.
Im Maastricht-Urteil von 1993 behält sich das BVerfG vor, im Einzelfall aufgrund von Verfassungsbeschwerden oder Organstreitverfahren zu überprüfen, ob ein Unionsrechtsakt von der Ermächtigungsgrundlage der Union gedeckt ist oder die Union sich außerhalb ihrer Ermächtigung (ultra vires) bewegt. Voraussetzung ist, dass das kompetenzwidrige Handeln offensichtlich und der Unionsakt erheblich ist. Zudem müsse der Unionsrechtsakt europafreundlich ausgelegt werden.
Nach dem Lissabon-Urteil von 2009 ist die „Verfassungsidentität“ der Bundesrepublik Deutschland in der Ewigkeitsklausel des Art. 79 III GG geschützt. Das Gericht weitet die Garantien damit über die dort explizit genannten Grundsätze hinaus aus und bezieht insbesondere das Wahlrecht nach Art. 38 GG als Kern des Demokratieprinzips ein. Aus dem Wahlrecht des einzelnen Bürgers ergäbe sich, dass die „demokratische Selbstgestaltungsfähigkeit“ des von den Bürgern gewählten Deutschen Bundestages nicht leer laufen dürfe. Dies wäre aber gegeben, wenn die Bundesrepublik durch Unionsrechtsakte so weitgehend belastet würde, dass der Bundestag die „haushaltspolitische Gesamtverantwortung“ de facto nicht mehr ausüben könne. In der Entscheidung zu Outright Monetary Transactions (OMT-Vorlagebeschluss) von 2014 bestätigte das BVerfG, dass es die Identitätskontrolle im Einzelfall wahrnehmen würde. Dem Beschluss wird jedoch vorgeworfen, dass das Gericht darin sämtliche Selbstbeschränkungen aus dem Lissabon-Urteil ohne nähere Begründung aufgegeben und somit eine Popularklage gegen Unionsrechtsakte geschaffen hätte.